# Plex
Plex is een client-server mediacenter, compatibel met verschillende besturingssystemen. Het ontstond in 2008 als fork van XBMC Media Center. In 2009 verscheen de Plex Media Server en hierna werden clients ontwikkeld voor verschillende platformen. Vanaf 2010 wordt Plex ontwikkeld door het Amerikaanse Plex, Inc. en in 2015 gewijzigd naar het Zwitserse Plex GmbH. Plex kan worden gebruikt voor video's, (live) streams, audio, podcast en foto's en kende ook kanalen met content van derden.